# Meret Becker

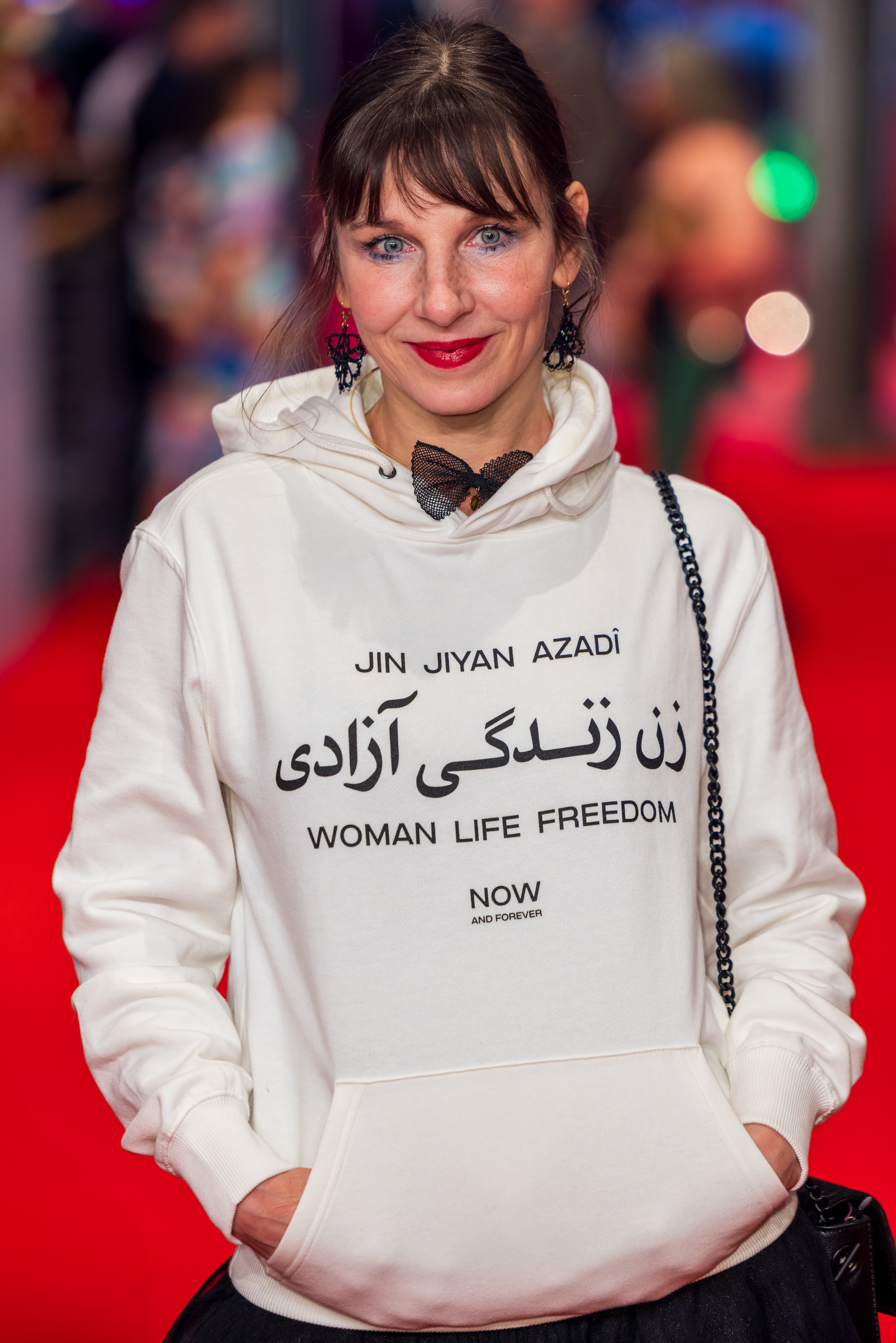
Meret Becker (2023)

Meret Becker (* 15. Januar 1969 in Bremen) ist eine deutsche Schauspielerin, Synchronsprecherin, Hörbuch- sowie Hörspielsprecherin und Sängerin. Sie wurde ab 1990 durch die Comicverfilmung Werner – Beinhart! bekannt, es folgten Rollen in Filmen wie Kleine Haie und Rossini – oder die mörderische Frage, wer mit wem schlief. In der Fernsehreihe Tatort spielte sie von 2015 bis 2022 die Berliner Kommissarin Nina Rubin.

## Familie
Meret Becker wurde 1969 in Bremen in eine Künstlerfamilie geboren. Sie ist die Tochter von Monika Hansen und Rolf Becker, die Stieftochter von Otto Sander, die Schwester von Ben Becker sowie die Nichte von Jonny Buchardt. Ihre Großmutter mütterlicherseits war die Komikerin Claire Schlichting, ihr Großvater war Tänzer. Beckers Eltern trennten sich, als sie fünf Jahre alt war. Sie wuchs bei ihrer Mutter und ihrem Stiefvater in Berlin auf.
Sie war von 1996 bis 2002 mit dem Musiker und Schauspieler Alexander Hacke verheiratet, mit dem sie eine Tochter (* 1999) hat.

## Karriere

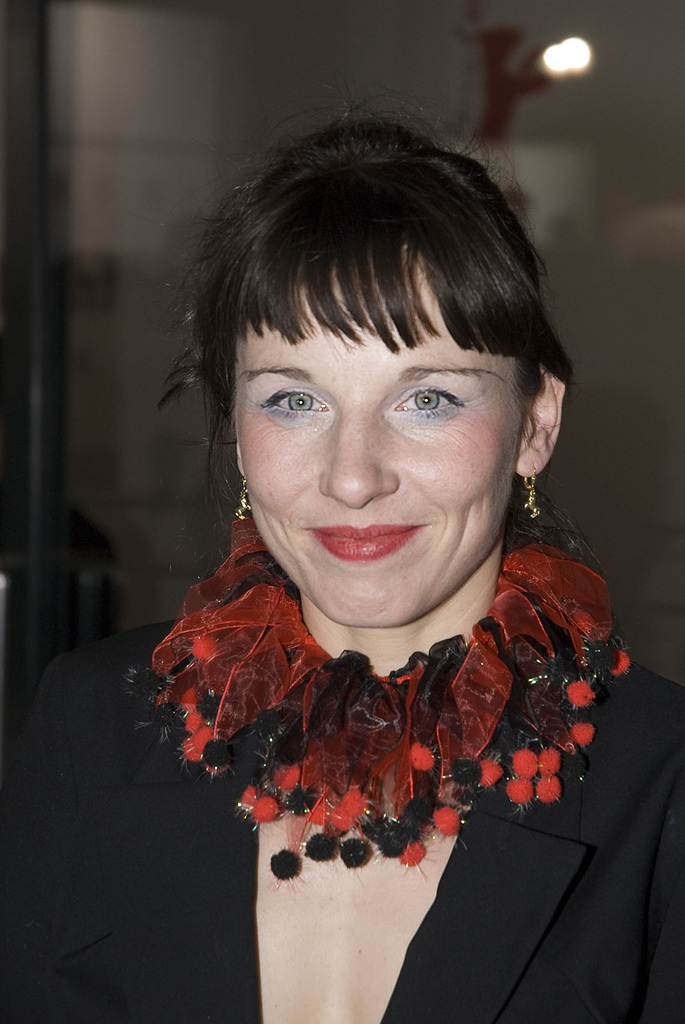
Meret Becker (2008)

Im Alter von fünf Jahren hatte Becker ihre ersten Fernsehauftritte in der ZDF-Kindersendung Rappelkiste. Als 11-Jährige gab sie ihr Schauspieldebüt an der Seite ihrer Mutter in dem Thriller Kaltgestellt und war mit ihr im selben Jahr auch an der Seite ihres Stiefvaters Otto Sander in Der Mond scheint auf Kylenamoe zu sehen. Mit 16 Jahren brach sie die Schule ab, um Schauspielerin zu werden. Erste Auftritte hatte sie ein Jahr später in einem Varieté in Berlin-Schöneberg.
Nach ersten Rollen in Fernsehfilmen und in verschiedenen Krimiserien war sie ab 1990 vermehrt auch auf der Kinoleinwand zu sehen. 1990 bekam sie als Rumpelstilzchen ihre erste Hauptrolle in der Comicverfilmung Werner – Beinhart!. Danach wurde sie als exzentrische Straßenmusikerin in Kleine Haie besetzt und spielte die Zille Watussnik in Rossini – oder die mörderische Frage, wer mit wem schlief. 1991 war sie in Doris Dörries Happy Birthday, Türke! eine Prostituierte und wurde mit dem Adolf-Grimme-Preis als „Beste Newcomerin“ ausgezeichnet. Für ihre Verkörperung einer psychisch labilen Polizistenwitwe in Dominik Grafs Actionthriller Die Sieger (1994) erhielt sie 1996 den Bayerischen Filmpreis als „Beste Nebendarstellerin“.
Es folgten weitere Kinofilme wie u. a. … und der Himmel steht still (1993), Das Leben ist eine Baustelle (1997), Pünktchen und Anton (1999), Mein Führer – Die wirklich wahrste Wahrheit über Adolf Hitler (2007), Das Leben ist zu lang (2010) und Kokowääh (2011). In der Charlotte-Roche-Verfilmung Feuchtgebiete, die im August 2013 ins Kino kam, spielte sie die Mutter der 18-jährigen Protagonistin Helen Memel.
Im Fernsehen agierte Becker 1996 unter der Regie von Ulrich Stark als Meisterdiebin Charlie in der Komödie Diamanten küßt man nicht in der Hauptrolle. In Torsten C. Fischers Katzenzungen, einer Geschichte von drei Freundinnen, die sich alljährlich zu einem gemeinsamen Kurzurlaub treffen, war sie 2003 neben Birge Schade und Ina Weisse als ihre Partnerinnen in der Hauptrolle zu sehen. 2011 spielte sie an der Seite von Anna Loos in dem Filmdrama Die Lehrerin eine Realschullehrerin. Daneben gastierte sie wiederholt in Krimireihen wie Sperling, Kommissarin Lucas, Marie Brand und Unter Verdacht.
Wiederholt spielte sie mit ihrer Familie auf der Bühne und vor der Kamera. 1994 war sie neben ihrer Mutter, ihrem Stiefvater und ihrem Bruder im Polizeiruf 110: Totes Gleis in der Rolle einer Sängerin zu sehen. 1995 stellte sie an der Seite ihres Bruders in dessen Theaterstück Sid & Nancy die selbstzerstörerische Nancy Spungen dar. 1996 übernahm sie in der Filmkomödie Kondom des Grauens an der Seite ihrer Mutter und ihres Vaters die Rolle der Phyllis Higgins. 1999 spielte sie in Rosa von Praunheims Der Einstein des Sex eine Arbeiterin neben ihrer Mutter, ihrem Stiefvater und ihrem Bruder. 2013 war sie an der Seite ihres Bruders in dem Märchenfilm Die kleine Meerjungfrau in der Rolle der Meerhexe Mydra zu sehen.
Im Oktober 2013 gastierte Becker erstmals in der ARD-Krimireihe Tatort in der Folge Aus der Tiefe der Zeit des Ermittlerduos Batic und Leitmayr. Anfang Februar 2014 wurde bekannt, dass sie gemeinsam mit Mark Waschke neue Tatort-Ermittlerin in Berlin wird. Von März 2015 bis Mai 2022 bildeten sie und Waschke das Duo Rubin und Karow.
Für die Resident-Evil-Reihe wurde Becker als feste Synchronsprecherin engagiert. Sie synchronisierte Milla Jovovich, die die Hauptrolle der Alice spielt. Außerdem konnte man sie in dem Kinofilm Wüstenblume hören, für den sie Sally Hawkins ihre Stimme lieh.
Meret Becker war 2003 eines der Gründungsmitglieder der Deutschen Filmakademie und gehörte deren erstem Vorstand an. Nach einer Pause wurde sie 2017 bis 2019 erneut für ihre Sektion Schauspiel als stellvertretendes Vorstandsmitglied der Akademie gewählt; seit 2019 gehört sie wieder dem ordentlichen Vorstand an.
2021 erhielt sie für die Nebenrolle als Irene Moll in dem Spielfilm Fabian oder Der Gang vor die Hunde eine Nominierung für den Deutschen Filmpreis. Neben ihrer Tätigkeit als Schauspielerin ist Becker auch als Musikerin und Chanson-Interpretin – unter anderem von 1993 bis 1995 mit dem Kabarett-Ensemble Ars Vitalis – tätig. Gemeinsam mit Nina Hagen interpretierte sie u. a. den Alabama Song und die Ballade vom Förster und der Gräfin von Bertolt Brecht. Für die deutsch-schweizerische Tragikomödie Wer hat eigentlich die Liebe erfunden? (2018) komponierte sie gemeinsam mit Johannes Gwisdek die Filmmusik. 1998 stand Becker für eine erotische Fotoserie in der Novemberausgabe des Playboy vor der Kamera.

## Filmografie

### Kino
- 1980: Kaltgestellt
- 1990: Werner – Beinhart!
- 1991: Allein unter Frauen
- 1991: Happy Birthday, Türke!
- 1992: Alles Lüge
- 1992: Kleine Haie
- 1993: Geteilte Nacht
- 1993: Ebbies Bluff
- 1993: … und der Himmel steht still (The Innocent)
- 1994: Der Blaue
- 1994: Die Sieger
- 1994: Das Versprechen
- 1996: Kondom des Grauens
- 1997: Rossini – oder die mörderische Frage, wer mit wem schlief
- 1997: Das Leben ist eine Baustelle
- 1997: Comedian Harmonists
- 1998: Painted Angels
- 1998: Hundert Jahre Brecht
- 1999: Pünktchen und Anton
- 1999: Der Vulkan
- 1999: Der Einstein des Sex
- 2000: Fernes Land Pa-Isch
- 2001: Heinrich der Säger
- 2001: Null Uhr 12
- 2002: Nogo
- 2003: Mutti – Der Film
- 2003: Poem – Ich setzte den Fuß in die Luft und sie trug (Poem: I Set My Foot Upon the Air and It Carried Me)
- 2004: PiperMint... das Leben möglicherweise
- 2005: 3° kälter
- 2005: Unkenrufe
- 2005: Polly Blue Eyes
- 2005: Urlaub vom Leben
- 2005: München (Munich)
- 2006: Komm näher
- 2007: Mein Führer – Die wirklich wahrste Wahrheit über Adolf Hitler
- 2007: Meine schöne Bescherung
- 2008: Die Glücklichen
- 2008: Friedliche Zeiten
- 2009: Record 12
- 2010: Boxhagener Platz
- 2010: Gurbet – Fremde Heimat
- 2010: Das Leben ist zu lang
- 2011: Kokowääh
- 2011: Fliegende Fische müssen ins Meer
- 2013: Quellen des Lebens
- 2013: Feuchtgebiete
- 2013: Der Geschmack von Apfelkernen
- 2014: Lügen und andere Wahrheiten
- 2016: Mann im Spagat
- 2017: A Change in the Weather
- 2018: Wer hat eigentlich die Liebe erfunden?
- 2018: Liliane Susewind – Ein tierisches Abenteuer
- 2019: Ostwind – Aris Ankunft
- 2021: Fabian oder Der Gang vor die Hunde
- 2024: Akiko, der fliegende Affe

### Fernsehen
- 1980: Der Mond scheint auf Kylenamoe (Fernsehfilm)
- 1986: Der Prinz (Fernsehfilm)
- 1988: Blinde Leidenschaft (Fernsehfilm)
- 1991: Fremde, liebe Fremde (Fernsehfilm)
- 1992: Der Fahnder (Fernsehserie, Folge Bis ans Ende der Nacht)
- 1992: Auf Achse (Fernsehserie, 7 Folgen)
- 1994: Polizeiruf 110: Totes Gleis (Fernsehreihe)
- 1994: Die Schamlosen (Fernsehfilm)
- 1994: Nicht nur der Liebe wegen (Fernsehfilm)
- 1994: Freundinnen (Fernsehfilm)
- 1997: Sperling und der gefallene Engel (Fernsehreihe)
- 1997: Diamanten küßt man nicht (Fernsehfilm)
- 1997: Liebe Lügen (Fernsehfilm)
- 1999: Das Gelbe vom Ei (Fernsehfilm)
- 2000: Rote Glut (Fernsehfilm)
- 2003: Kommissarin Lucas – Die blaue Blume (Fernsehreihe)
- 2003: hamlet X // Vol.1 // Bentley
- 2003: Katzenzungen (Fernsehfilm)
- 2004: Der Wunschbaum (Fernsehtrilogie)
- 2004: Blond: Eva Blond! (Fernsehserie, Folge Wie das Leben so spielt)
- 2006: Beutolomäus und der geheime Weihnachtswunsch (Fernsehfilm)
- 2009: Marie Brand und die Nacht der Vergeltung (Fernsehreihe)
- 2010: Aufschneider (Fernsehzweiteiler)
- 2011: Rottmann schlägt zurück (Fernsehfilm)
- 2011: Die Lehrerin (Fernsehfilm)
- 2013: Tatort: Aus der Tiefe der Zeit (Fernsehreihe)
- 2013: Unter Verdacht: Ohne Vergebung (Fernsehreihe)
- 2013: Die kleine Meerjungfrau (Fernsehfilm)
- 2014: Der Verlust (Fernsehfilm)
- 2015–2022: Tatort → siehe Rubin und Karow
  - 2015: Das Muli
  - 2015: Ätzend
  - 2016: Wir – Ihr – Sie
  - 2016: Dunkelfeld
  - 2017: Amour Fou
  - 2017: Dein Name sei Harbinger
  - 2018: Meta
  - 2018: Tiere der Großstadt
  - 2019: Der gute Weg
  - 2019: Das Leben nach dem Tod
  - 2020: Das perfekte Verbrechen
  - 2020: Ein paar Worte nach Mitternacht
  - 2021: Die dritte Haut
  - 2021: Die Kalten und die Toten
  - 2022: Das Mädchen, das allein nach Haus’ geht
- 2020: Babylon Berlin (Fernsehserie, 3. & 4. Staffel)
- 2022: Die Wespe
- 2024: Kroymann (Satiresendung, Ist die noch gut?)
- 2024: Das Signal (Netflix)
- 2024: Familie is nich (Fernsehfilm)

### Synchronrollen
- 2002: Resident Evil (Stimme der Alice)
- 2004: Resident Evil: Apocalypse (Stimme der Alice)
- 2007: Resident Evil: Extinction (Stimme der Alice)
- 2009: Wüstenblume (Stimme von Marylin)
- 2010: Resident Evil: Afterlife (Stimme der Alice)
- 2011: Die drei Musketiere (The Three Musketeers, Stimme von Mylady De Winter)
- 2012: Resident Evil: Retribution (Stimme der Alice)
- 2016: Resident Evil: The Final Chapter (Stimme der Alice)
- 2020: Monster Hunter (Stimme von Artemis)

## Theatrografie
- 1994: Im weißen Rößl – Bar jeder Vernunft in Berlin
- 2002: Therapie Zwecklos – Bar jeder Vernunft in Berlin
- 2008: Blackbird von David Harrower in der Rolle der Una – Hamburger Kammerspiele
- 2008: Nibelungenfestspiele Worms als Brünhild
- 2008: Gastauftritt als Hexe in Das große Geheimnis der Brüder Grimm, Musical von Konstantin Wecker – Jahrhunderthalle Frankfurt
- 2009: Featuring mit den Sportfreunden Stiller zum MTV Unplugged in New York mit dem Song: Tu nur das, was dein Herz dir sagt
- 2010: Nibelungenfestspiele in Worms
- 2019: Die 5 glorreichen Sieben[12] – Bar jeder Vernunft in Berlin (25. Oktober – 17. November 2019)

## Diskografie
CD-Veröffentlichungen:
- 1995: Meret Becker & Ars Vitalis 1993–1995 (live in der Bar jeder Vernunft, Berlin)
- 1996: Noctambule (live in der Bar jeder Vernunft, Berlin)
- 1998: Nachtmahr
- 2001: Fragiles
- 2005: Pipermint … das Leben, möglicherweise (Soundtrack)
- 2014: Deins & Done

Sonstige Musikprogramme:
- 2005: Hollekin gen 35°, mit Peter Wilmanns und Buddy Sacher von Ars Vitalis
- 2006: Harmonie Desastres mit Peter Wilmanns und Buddy Sacher

Mitwirkung:
- 1993: Musikvideo zu Stay (Faraway, So Close!)
- 1996: Stella Maris, Duett mit Blixa Bargeld
- 2005: Paar Daach fröher, Duett mit Wolfgang Niedecken auf dem BAP-Jubiläumsalbum Dreimal Zehn Jahre
- 2009: Album MTV Unplugged in New York der Sportfreunde Stiller (mit Meret Becker an der singenden Säge + Gesang bei „(Tu nur das) was dein Herz dir sagt“)
- 2022: Ein Tag wie Gold mit MEUTE für die Serie Babylon Berlin

## Hörspiele (Auswahl)
- 2002: Guy Helminger: Wasser – Regie: Jörg Schlüter (WDR)
- 2004: Tad Williams: Otherland – Regie: Walter Adler (HR)
- 2007: Gunter Gerlach: Störtebeker lebt! – Regie: Wido Röttger (NDR)
- 2008: Michael Esser: Basic Beliefs – Regie: Walter Adler (WDR)[13]
- 2013: Michael Farin: Cookie Mueller – Regie: Michael Farin (WDR)[14]
- 2014: Dirk Raulf: Fremde Schönheit oder Der Andere Ort – Regie und Musik: Dirk Raulf (DKultur)
- 2018: Volker Kutscher: Der nasse Fisch (Das Hörspiel zu Babylon Berlin) – Regie: Benjamin Quabeck (WDR/RBB/Radio Bremen)[15]

## Auszeichnungen
- 1992: Adolf-Grimme-Preis mit Silber für Fremde, liebe Fremde (zusammen mit Katharina Brauren)
- 1994: Bayerischer Filmpreis für die beste Nebenrolle (Das Versprechen und Die Sieger)
- 1997: Berliner Bär (B.Z.-Kulturpreis)
- 1998: Goldene Kamera als beste Schauspielerin (Comedian Harmonists)
- 1998: Deutscher Filmpreis als beste Nebenrolle (Comedian Harmonists)
- 2004: Max-Ophüls-Preis – Filmmusikpreis der Saarland Medien GmbH
- 2012: Verdienstkreuz am Bande der Bundesrepublik Deutschland[16][17]
- 2016: Berliner Bär (B.Z.-Kulturpreis) als Ehrenpreis
- 2022: Emder Schauspielpreis[18]